# Эйренисы
Эйре́нисы (лат. Eirenis) — род змей семейства ужеобразных. 
Наземные змеи длиной от 30 до 70 см. Представители этого рода распространены на северо-востоке Африки, на ряде островов Средиземного и Эгейского морей, в Азии от Аравийского полуострова на западе до Пакистана и северо-западной Индии на востоке. На территории бывшего СССР обитает 4 вида: ошейниковый эйренис (в Дагестане и странах Закавказья), полосатый эйренис (в Туркмении), смирный эйренис (в Дагестане и странах Закавказья), армянский эйренис (в Азербайджане и Армении). 
Самый крупный представитель — смирный эйренис, обитающий в горах Закавказья, где встречается на высоте до двух тысяч метров. Основа рациона этого вида составляют насекомые, однако эти змеи поедают также и других беспозвоночных (например, брюхоногих моллюсков).

## Виды
В состав рода включают 23 вида:
- Eirenis africanus (Boulenger, 1914) — африканский эйренис
- Eirenis aurolineatus (Venzmer, 1919)
- Eirenis barani Schmidtler, 1988
- Eirenis collaris (Ménétriés, 1832) — ошейниковый эйренис
- Eirenis coronella (Schlegel, 1837) — эйренис Шлегеля
- Eirenis coronelloides (Jan, 1862) — эйренис Яна
- Eirenis decemlineatus (Duméril, Bibron & Duméril, 1854)
- Eirenis eiselti Schmidtler & Schmidtler, 1978 — эйренис Айзельта
- Eirenis hakkariensis Schmidtler & Eiselt, 1991
- Eirenis kermanensis Rajabizadeh, Schmidtler, Orlov & Soleimani, 2012
- Eirenis levantinus Schmidtler
- Eirenis lineomaculatus Schmidt, 1939 — пятнисто-полосатый эйренис
- Eirenis medus (Chernov, 1940) — полосатый эйренис
- Eirenis modestus Martin, 1838 — смирный эйренис
- Eirenis nigrofasciatus (Nikolsky, 1907)
- Eirenis occidentalis Rajabizadeh et al., 2015
- Eirenis persicus (Anderson, 1872)
- Eirenis punctatolineatus (Boettger, 1892) — армянский эйренис
- Eirenis rafsanjanicus Akbarpour et al., 2020
- Eirenis rechingeri Eiselt, 1971
- Eirenis rothii Jan, 1863 — сирийский эйренис
- Eirenis thospitis Schmidtler & Lanza, 1990
- Eirenis yassujicus Fathinia, Rastegar-Pouyani & Shafaeipour, 2019